# Интернациональная улица (Москва)
Интернациона́льная улица расположена в районе Внуково на территории Западного административного округа города Москвы. Расположена между Боровским шоссе и Дивизионной улицей.
Улица была образована в посёлке Внуково в 1956 году и первоначально называлась Октябрьская улица. В 1969 году получила нынешнее название — Интернациональная улица. Почтовый индекс всех адресов на улице — 119027. Список домов и строений: 2, 2 к1, 4, 8, 10.